# Toni Müller
Toni Müller, född den 10 maj 1984 i Baden, Aargau, är en schweizisk curlingspelare.
Han tog OS-brons i herrarnas curlingturnering i samband med de olympiska curlingtävlingarna 2010 i Vancouver.